# David Mackintosh
David James Mackintosh (né le 2 avril 1979) est un homme politique britannique du Parti conservateur. Il est député de Northampton-Sud de 2015 à 2017 . Avant son élection au Parlement, il travaille comme consultant politique au Parlement européen et chez les conservateurs avant d'être élu aux conseils de comté et d'arrondissement, devenant chef du conseil d'arrondissement de Northampton en 2011.

## Éducation
Mackintosh fait ses études à la Roade School, une école polyvalente d'État à Roade dans le Northamptonshire, suivie de l'Université de Durham  où il étudie la politique .

## Carrière politique
Après avoir obtenu son diplôme en 2001, Mackintosh travaille comme conseiller politique au Parlement européen jusqu'en 2004, avant de quitter pour prendre un poste au siège de la campagne conservatrice comme consultant politique du Parti conservateur. Il est élu au Northamptonshire County Council pour Ecton Brook le 4 juin 2009 et au Northampton Borough Council pour Rectory Farm en 2011. En mai 2010, Mackintosh est nommé membre du Cabinet chargé de la stratégie, des communications et des relations extérieures. Il occupe auparavant le poste de membre adjoint du Cabinet pour le leadership et le soutien stratégique . Il est chef du Northampton Borough Council de novembre 2011 jusqu'à son élection au parlement. De plus, il est membre du cabinet pour les Services communautaires .
Mackintosh est opposé au Brexit avant le référendum de 2016 .
Mackintosh risquait d'être désélectionné par son parti local, avant d'annoncer qu'il ne se présenterait pas aux élections générales de juin 2017 .

### Controverses
En novembre 2015, la BBC et le journal The Guardian rapportent que Howard Grossman, le directeur d'une entreprise responsable de la reconstruction du stade Sixfields de Northampton Town, a versé un paiement non déclaré de 6 195 £ à la campagne électorale de Mackintosh. Trois autres hommes d'affaires, ayant des liens avec Grossman, auraient chacun fait des dons de 10 000 £ à la campagne de Mackintosh ; l'un d'eux avoue à un journaliste qu'il a reçu l'argent de Grossman et lui a demandé de le verser au fonds de campagne parlementaire de Mackintosh. En septembre 2013, alors que Mackintosh est encore à la tête, le conseil accorde un prêt non garanti à la société qui est entrée en redressement judiciaire, lui devant des millions de livres ,.
La BBC rapportée que la police a ouvert une enquête sur les irrégularités présumées entourant le prêt. Le 29 juillet 2016, la police du Northamptonshire confirme que la commission électorale leur a demandé d'enquêter sur les trois dons totalisant 30 000 £ .
Le 28 mars 2018, la BBC rapporte que Mackintosh a assisté à un entretien volontaire avec la police, sous caution, le 26 mars 2018. La BBC rapporte également qu'alors qu'ils assistaient à l'entretien, des policiers se sont rendus au domicile de Mackintosh pendant plusieurs heures et ont emporté des objets.
En juin 2021, sept personnes sont inculpées en vertu de la loi de 2000 sur les partis politiques, les élections et les référendums pour des dons faits à la Northampton South Conservative Association en 2014 .